# Bátya
Bátya este un sat în districtul Kalocsa, județul Bács-Kiskun, Ungaria, având o populație de 2.184 de locuitori (2011). 

## Demografie
Componența etnică a satului Bátya
     Maghiari (82,64%)
     Croați (11,45%)
     Romi (4,47%)
     Necunoscut (0,18%)
     Alții (1,25%)
Componența confesională a satului Bátya
     Romano-catolici (66,39%)
     Fără religie (7,6%)
     Reformați (2,66%)
     Necunoscută (22,44%)
     Alte religii (1,37%)
Conform recensământului din 2011, satul Bátya avea 2.184 de locuitori. Din punct de vedere etnic, majoritatea locuitorilor (82,64%) erau maghiari, existând și minorități de croați (11,45%) și romi (4,47%). Apartenența etnică nu este cunoscută în cazul a 0,18% din locuitori.  Din punct de vedere confesional, majoritatea locuitorilor (66,39%) erau romano-catolici, existând și minorități de persoane fără religie (7,6%) și reformați (2,66%). Pentru 22,44% din locuitori nu este cunoscută apartenența confesională.